# Голица (Одесская область)
Голица (укр. Голиця) — село, относится к Болградскому району Одесской области Украины.
Население по переписи 2001 года составляло 1506 человек. Почтовый индекс — 68724. Телефонный код — 4846. Занимает площадь 2,33 км². Код КОАТУУ — 5121482401.

## Население и национальный состав
По данным переписи населения Украины 2001 года распределение населения по родному языку было следующим (в % от общей численности населения):
По Голицкому сельскому совету: украинский — 2,92 %; русский — 2,92 %; белорусский — 0,07 %; болгарский — 91,63 %; армянский — 0,40 %; гагаузский — 0,53 %; молдавский — 1,26 %.

## Местный совет
68724, Одесская обл., Болградский р-н, с. Голица, ул. Ленина, 98